# 阿帕斯托里萨
阿帕斯托里萨，是西班牙加利西亚自治区卢戈省的一个市镇。 总面积175平方公里，总人口3959人（2001年），人口密度23人/平方公里。